# 超级马力欧派对
《超级马力欧派对》是由NDcube开发，任天堂发行的聚会游戏。于2018年10月5日在任天堂Switch平台发售。本作是马力欧派对系列第十一部主遊戲，也是首次加入线上“联网竞奖”模式的作品。
本作無法透過任天堂Switch的掌機模式運行，必須取下Joy-Con控制器才可遊玩。

## 游戏玩法

### 线上模式
本作为马力欧派对系列中首次提供在線多人模式的作品。玩家可在该“联网竞奖”（Online Athlon）模式中与全球玩家游玩80款游戏。此外，在Mariothon模式中，玩家可参加5款随机迷你游戏。
2021年4月27日，本作線上模式新增對「馬力歐派對」模式和「合作派對」模式的支持。

## 登場角色

### 初始角色
瑪利歐、路易吉、碧姬公主、黛西公主、瓦利歐、瓦路易吉、耀西、羅潔塔、庫巴、栗寶寶、嘿呵、慢慢龜、黃鼴鼠、庫巴Jr.、害羞幽靈、鐵錘兄弟

### 隱藏角色
咚奇剛、狄狄剛、碎碎龜、碰碰

### 非可操控角色
奇諾比奧、奇諾比珂、卡美克、花毛毛、球蓋姆、飞行龟、凱瑟琳、加邦

## 开发
2018年6月12日，任天堂公司在E3 2018上释出《超級瑪利歐派對》的宣傳片。同时宣布游戏将于当年10月5日发布於任天堂Switch平台。
本作并不支持使用Pro控制器，且僅能在Joy-Con控制器與主機分離時進行操作。

## 評價
| 汇总媒体   | 得分   |
| ---------- | ------ |
| Metacritic | 76/100 |

| 媒体           | 得分    |
| -------------- | ------- |
| Destructoid    | 7.5/10  |
| 电子游戏月刊   | 9/10    |
| Game Informer  | 7.25/10 |
| GameSpot       | 7/10    |
| IGN            | 7.3/10  |
| Nintendo Life  | 8/10    |
| 任天堂世界报道 | 8.5/10  |
| USGamer        | [ 15 ]  |

### 銷售
游戏在发售两天内，日本销量已達到14万2868份，其销量已超過了前作《瑪利歐派對9》和《瑪利歐派對10》。截至2025年5月8日，游戏總銷量已達到2116萬份，遠超預期销量，是自《瑪利歐派對6》以來銷量最快的瑪利歐派對系列，同時超越《瑪利歐派對DS》（931萬份）成為系列銷量最高的作品。

### 所獲獎項
| 年份 | 獎項                     | 類別                             | 獲獎情況 | 備註          |
| ---- | ------------------------ | -------------------------------- | -------- | ------------- |
| 2018 | 科隆游戏奖               | 最佳家庭游戏                     | 獲獎     | [ 17 ]        |
| 2018 | 2018年最佳游戏奖         | 最佳家庭游戏                     | 提名     | [ 18 ]        |
| 2018 | 玩家選擇獎               | 最受粉丝所欢迎的家庭互动多人游戏 | 獲獎     | [ 19 ]        |
| 2018 | 澳大利亚游戏奖           | 家庭／兒童年度最佳作品           | 提名     | [ 20 ]        |
| 2018 | 澳大利亚游戏奖           | 年度最佳游戏奖                   | 提名     | [ 20 ]        |
| 2019 | 國家電子遊戲行業研究院獎 | 遊戲／家庭品牌                   | 獲獎     | [ 21 ] [ 22 ] |
| 2019 | 2019兒童票選獎           | 最受歡迎電子遊戲                 | 提名     | [ 23 ]        |
| 2019 | 第15屆英國學園遊戲獎     | 家庭遊戲                         | 提名     | [ 24 ]        |
| 2019 | 第15屆英國學園遊戲獎     | 多人遊戲                         | 提名     | [ 24 ]        |
| 2019 | 義大利電子遊戲獎         | 人民選擇獎                       | 提名     | [ 25 ]        |
| 2019 | 義大利電子遊戲獎         | 最佳家庭遊戲                     | 提名     | [ 25 ]        |